# Gaushala
Gaushala (nep. गौशाला नगरपालिका) – gaun wikas samiti w środkowej części Nepalu w strefie Dźanakpur w dystrykcie Mahottari. Według nepalskiego spisu powszechnego z 2001 roku liczył on 2337 gospodarstw domowych i 13655 mieszkańców (6614 kobiet i 7041 mężczyzn).